# Оло (колір)

Приблизно таким є колір «Оло»

Оло (англ. olo) — відтінок кольору, близький до яскравого напів неонового синьо-зеленого, який виходить за межі діапазону зору людини, але його можна побачити в лабораторних умовах. Виявлений 2025 року.
Колір «оло» став предметом наукової статті, опублікованої в травні 2025 року в журналі Science Advances. Група дослідників опублікувала результати експерименту, у якому сітківка ока стимулювалася за допомогою лазерної установки. Пристрій отримав назву «Оз» на честь «Чарівника країни Оз» — твору, у якому описується Смарагдове місто, де все здається яскраво зеленим.
Лазерна установка стимулювала один із трьох типів фоторецепторів, так звані «колбочки M» (англ. Medium — середній), що реагують на середні довжини хвиль, через що ми бачимо зелені кольори. Зазвичай ці колбочки активуються не ізольовано від інших, а завжди разом з одним чи обома іншими типами — S (англ. Small — малий) та L (англ. Large — великий). Саме це обмеження і мала обійти техніка, яку використовували дослідники. Назва olo походить від двійкового коду 010, який означає залучення колбочок типів S, M та L: S = 0, M = 1, L = 0.
Дослідники стверджують, що колір, який у sRGB відповідає шістнадцятковому коду #00FFCC, бірюзовий, є найближчим до оло в гамі sRGB.
У результаті дослідження п'ятеро людей змогли побачити кольорову пляму, що складалася із синьо-зеленого кольору великої насиченості, яку не можна побачити за умов природного освітлення. Трьома учасниками експерименту були науковці, автори статті з Каліфорнійського університету в Берклі, двома іншими — їхні колеги з Вашингтонського університету. Автори вважають, що результати експерименту можуть допомогти людям із вродженою сліпотою бачити деякі кольори, або створювати екрани, які в комбінації зі спрямуванням світла на окремі колбочки дозволять бачити зображення із неможливими кольорами.